# William Hale Thompson

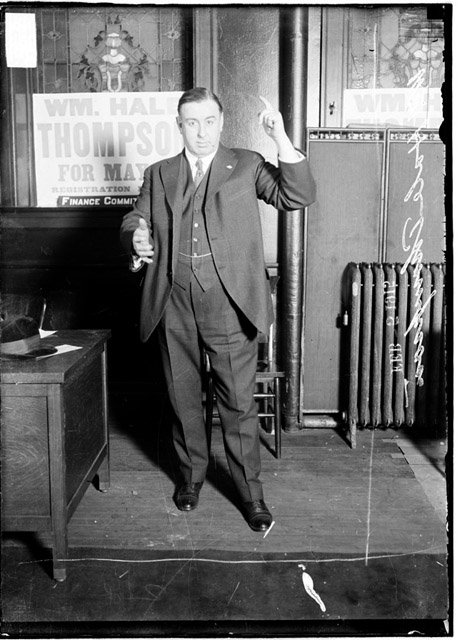
William Hale Thompson

William Hale Thompson (* 14. Mai 1869 in Boston, Massachusetts; † 18. März 1944 in Chicago, Illinois) war ein US-amerikanischer Politiker der Republikanischen Partei. Von 1915 bis 1923 sowie von 1927 bis 1931 war er Bürgermeister von Chicago. Der Big Bill genannte Politiker war der bislang letzte republikanische Bürgermeister Chicagos.

## Frühe Jahre
Als Thompson neun Jahre alt war, verließ er mit seinen Eltern Boston, um nach Chicago zu ziehen. Statt das College zu besuchen, verbrachte er eine längere Zeit herumreisend in Europa. Danach wurde er in Texas und New Mexico Farmer und kehrte erst nach dem Tod seines Vaters im Jahre 1892 wieder nach Chicago zurück.

## Politische Laufbahn
Seit dem Jahr 1900 war er politisch als Mitglied der Republikanischen Partei aktiv. Zwischen 1902 und 1904 war er im Cook County als Commissioner tätig. 1915 wurde er zum neuen Bürgermeister von Chicago gewählt. Dieses Amt behielt er bis 1923. In diese Zeit fallen die Rassenunruhen, die Chicago 1919 erschütterten, der Beginn der Prohibition und der Aufstieg von Al Capone.
Bürgermeister Thompson hatte etwas von einem Demagogen. Er hatte keine Skrupel, seine Ansichten und Meinungen nach Belieben zu ändern. Während des Ersten Weltkriegs unterstützte er zunächst die Deutschen, was ihm den Spitznamen „Kaiser Bill“ eintrug. Einmal war er für und einmal gegen die Prohibition. Mit vielen anderen Themen verhielt es sich ähnlich. Dann arrangierte er sich mit Johnny Torrio und dessen Nachfolger Capone, die die Stadt mehr oder weniger beherrschten.
1923 verzichtete er aufgrund eines gegen ihn eingeleiteten Betrugsverfahrens auf eine erneute Kandidatur. Vier Jahre später schaffte er erneut den Sprung in das Amt des Bürgermeisters. Im Wahlkampf hatte er praktisch jeder Bevölkerungsgruppe alles versprochen, nur um gewählt zu werden. Die folgenden vier Jahre in Chicago waren von Gewalt und Kriminalität geprägt. In dieser Zeit fanden die legendären Gangsterkriege statt, die in dem Massaker vom Valentinstag 1929 ihren Höhepunkt fanden. Thompson selbst stand im Verdacht, auf der Gehaltsliste Capones zu stehen. John Kobler, der Autor einer Biographie über Al Capone, widmete in diesem Buch Thompson ein eigenes Kapitel, das mit dem Titel „Der korrupteste aller Bürgermeister“ überschrieben ist.
1930 wurde seine Ehefrau überfallen; dabei war dem begleitenden Polizisten Peter O’Malley, der als Chauffeur und Bodyguard fungierte, eine Pistole an den Kopf gehalten worden. Der Wert der Beute – im Wesentlichen der Schmuck der Ehefrau – soll rund 15.000 US-Dollar betragen haben. Ein Tatverdächtiger – Sam Battaglia – wurde zwar wenig Tage später verhaftet, musste aber mangels Beweisen wieder laufen gelassen werden.
Tatsächlich blühte in dieser Zeit neben der rohen Gewalt auch die Korruption und Bestechung. Die Polizei war macht- und tatenlos. Bezeichnenderweise unterstützte Bürgermeister Thompson Gouverneur Len Small, der ebenfalls unter Korruptionsverdacht stand. Auffallend war Thompsons Ablehnung gegen alles Britische.
1936 scheiterte sein Versuch einer erneuten Rückkehr in das Amt des Bürgermeisters. Er starb 1944.